# Sant Joan del Prat
Sant Joan del Prat és una capella amb elements romànics i barrocs de Taradell (Osona) protegida com a bé cultural d'interès local.

## Descripció
La capella de Sant Joan del Prat està situada a la part de tramuntana de la masia el Colomer. La nau és de planta rectangular coronada amb absis semicircular, i està orientada com les esglésies romàniques, amb l'absis situat a llevant. És coberta a dues aigües i té el campanar d'espadanya al damunt. A la part de tramuntana hi ha uns grossos contraforts que aguanten el mur. La façana té un portal rectangular datat el 1752 i un òcul amb vitralls. L'interior és cobert amb volta un xic aplanada. L'església és arrebossada de blanc, tanmateix, a la part de l'absis s'endevina una finestra romànica, avui tapiada, i a la part de migdia, les dovelles de l'antic portal que descriuen un arc de mig punt. Al davant mateix s'hi forma una placeta.
A l'altar de la capella hi ha un retaule de Sant Joan del Prat del segle xviii (1783) del taller dels Ral.

## Història
La primera notícia que tenim és la donació que feu un tal Dalmau el 1099 de la capella de Sant Joan del Prat al monestir de Sant Tomàs de Riudeperes. Als segles XIII-XIV la trobem encara sota el domini dels agustins de Sant Tomàs. Un prepòsit d'aquest monestir dona a Pere Serra, rector de Santa Maria de Mont-rodon la capella de Sant Joan del Prat, puix que la capella era propietat d'aquella comunitat per trobar-se dins de les terres de Sant Joan del Munt, alou de Sant Tomàs. Sembla que al segle xiii el mas Colomer era el benefactor de la capella. El 1391, després de la pesta negra que produí una greu despoblació, en tenia cura na Maria, viuda d'Arnau Vilaseca. Com s'ha pogut observar pels llibres de visites pastorals, a finals del segle xvii fou restaurada, ja que la volta amenaçava ruïna. Durant la Guerra de Civil, fou profanada i posteriorment restaurada.